# Anna Karamazoff
Anna Karamazoff (Анна Карамазофф) è un film sovietico del 1991 diretto da Rustam Chamdamov.